# Confluxus
 Confluxus ist ein Jazzalbum von Wally Shoup. Die am 26. Juli 2003 im Studio von Doug Haire in Seattle entstandenen Aufnahmen erschienen am 17. August 2004 auf Leo Records.

## Hintergrund
Wally Shoup wurde im Jahr des Erscheinens dieses Albums 60 Jahre alt und seine lebenslange Präsenz unter dem Radar [der Jazzkritik] sei wohl vor allem seinem kompromisslosen Glauben an den kreativen Vorrang der freien Improvisation geschuldet, meint David Keenan.
Schlagzeuger Toshi Makihara war schon an Album Hurricane Floyd (mit Thurston Moore) beteiligt und Cellist Brent Arnold war regelmäßiges Mitglied der Hauptformation des Saxophonisten, Project W. Also. Die drei Musiker kamen zu einer Live-Rundfunksession für Jack Straws Sonarchy Radio Show in Seattle zusammen; der Auftritt des Trios hat die Form einer nahezu ununterbrochenen 45-minütigen Aufführung.

## Titelliste
- Wally Shoup / Toshi Makihara / Brent Arnold – Confluxus (Leo Records CD LR 399)[3]

1. Two Breaths Away	4:40
2. Joyride	5:05
3. Inside Straight	6:17
4. Convergence for Three	4:56
5. Secret Tear	5:03
6. Luminage	5:20
7. Con Fluxus	4:45
8. Double Pump	4:19
9. Conversance	3:55
10. Fault Line	5:03

Die Kompositionen stammen von Wally Shoup.

## Rezeption
François Couture verlieh dem Album in Allmusic vier Sterne und schrieb, Confluxus würde sich deutlich von den beiden Aufnahmen des Wally Shoup Trios unterscheiden, zwischen denen es liegt [gemeint sind Fusillades & Lamentations und Blue Purge, beide mit Reuben Radding und Bob Rees]. Die Musik sei weniger ekstatisch, dafür nuancierter, mit Momenten nahezu stiller Spannung und einer etwas romantischeren Form der Lyrik, als man es von Shoup gewohnt ist. Doch es würde  in der Art von energiegeladenem, freiem Improvisationsstil beginnen, den man von Shoup erwarten würde, angetrieben von wuchtigem Trommeln und Wirbeln von zungenstichigen Tönen.
Shoup habe einen rauen Saxophonstil, der eine anspruchsvolle Aufmerksamkeit für atonale Klangfarbendetails mit einem  gesanglichen Stil und der Art von übertriebener Energie von Musikern wie Pharoah Sanders und Albert Ayler kombiniert, schrieb David Keenan (Speskeasy). Confluxus sei eher „ein geschickter Seitwärtsschritt als ein weiterer Zungenschlag in die Unendlichkeit“, wobei Shoup etwas von der Lautstärke von seinem Instrument nehme und stattdessen einen Stil zeige, der dem schwarzen Blues von Julius Hemphill näher komme. Besonders verblüffend sei Makiharas gekonnter Umgang mit perkussiven Details, der mit einigen überaus durchsetzungsfähigen rhythmischen Interventionen kollidiere.